# Halle 14
Halle 14 ist ein Kunstzentrum auf dem Gelände der Leipziger Baumwollspinnerei. Dort verfügt es über ein 20.000 Quadratmeter großes, fünfgeschossiges Gebäude. 2002 hat die Stiftung Federkiel (Berlin/München) den damals weitgehend ungenutzten, sanierungsbedürftigen Bau übernommen und die ersten Jahre lang betrieben.
Seit 2007 firmiert Halle 14 als eingetragener, gemeinnützer Verein, zu deren ordentlichen, stimmberechtigten Mitgliedern Gesellschafter und Geschäftsführer der Baumwollspinnerei Verwaltungsgesellschaft zählen. Somit besteht keine Unabhängigkeit von den Investoren. Durch die für die Sanierung verwendeten Fördergelder ist das Gebäude jedoch für mindestens 15 Jahre als Gemeinbedarfseinrichtung ausgewiesen.
Neben Ateliers, Stipendienprogrammen, Kunstbibliothek und Ausstellungsfläche beherbergt Halle 14 ein Lager des spekulativen Artist Pension Trust.

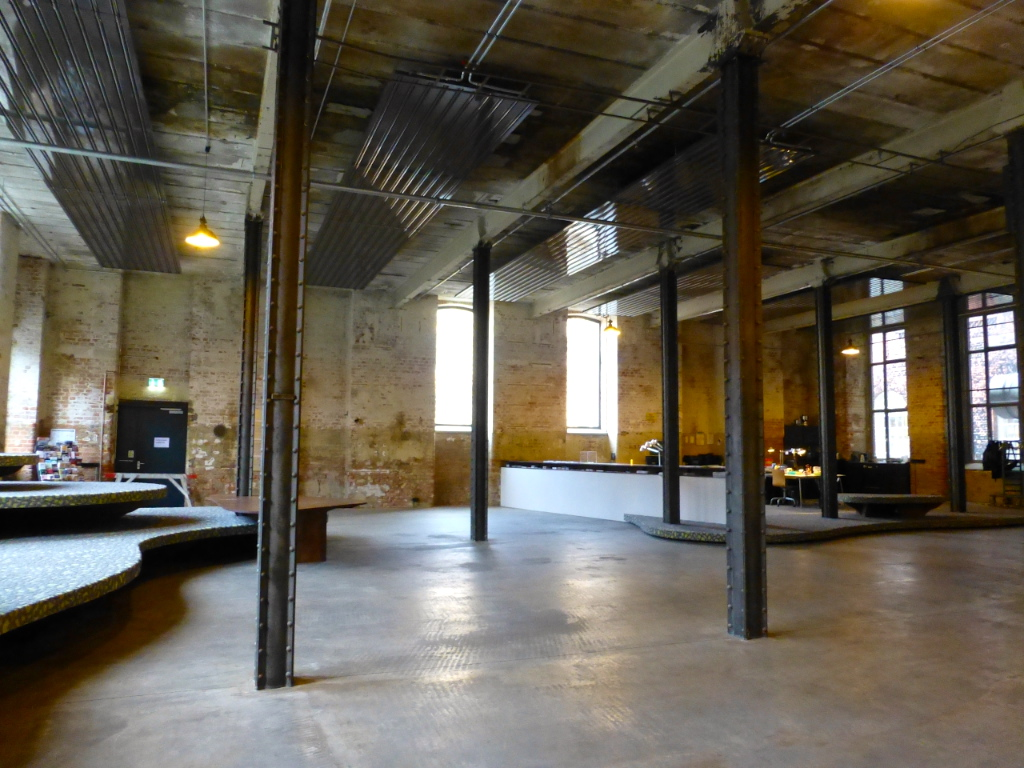
Halle 14 Eingangsbereich mit Informationsstand (2015)

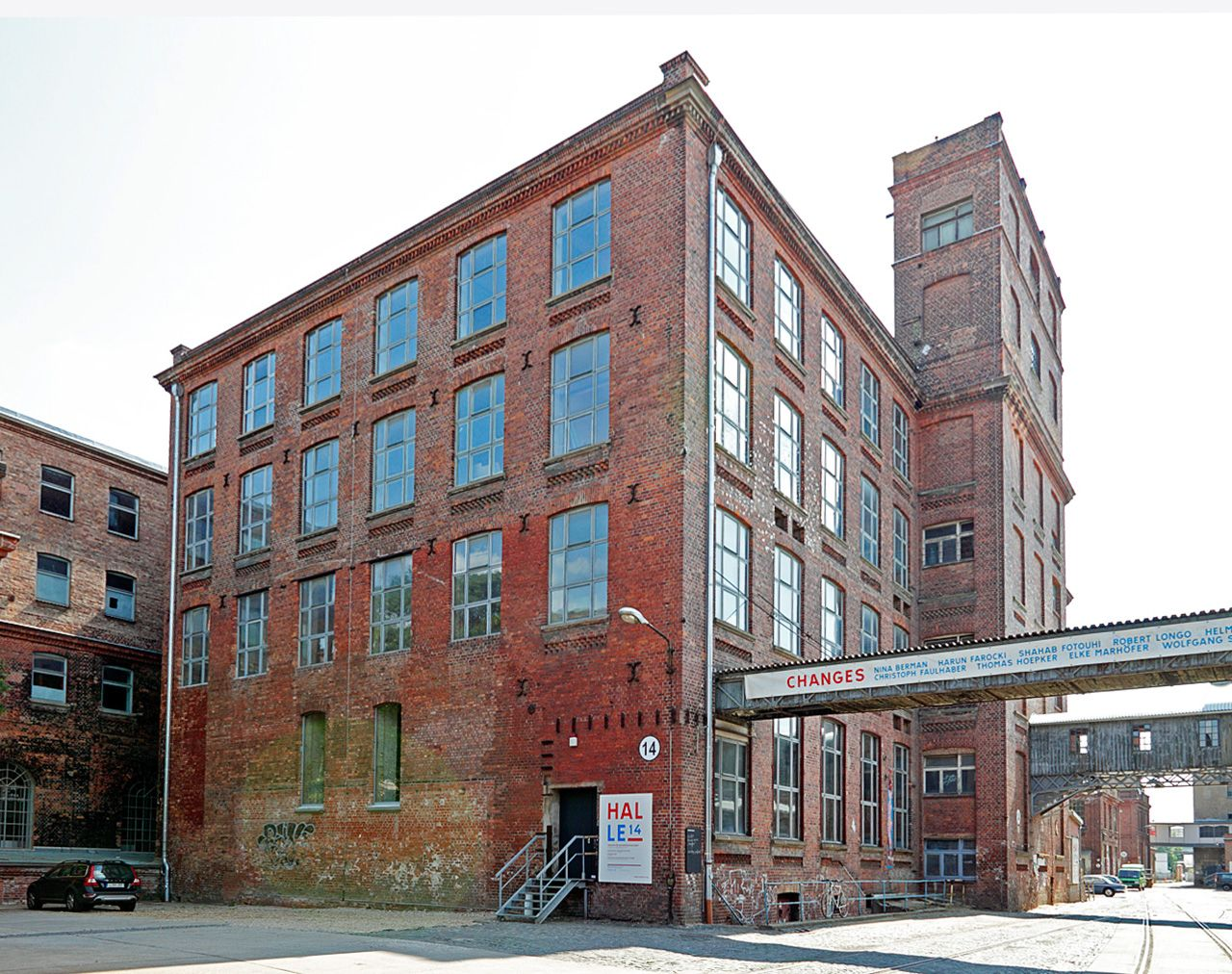
Halle 14, Spinnerei Leipzig (2011)

## Beschreibung
Halle 14 e. V. präsentiert eigene Ausstellungen internationaler zeitgenössischer Kunst, unterhält ein Besucherzentrum, betreibt eine 25.000 Bände umfassende Kunstbibliothek, wendet sich mit einem Vermittlungsprogramm an Kinder und Jugendliche, fördert mit einem Atelierprogramm den internationalen Austausch unter Künstlern und lädt zu Veranstaltungen, bei denen Künstler und Themen bildender Kunst präsentiert werden.
Gleichzeitig fungiert der Verein als Dach für weitere, nicht-kommerzielle Unternehmungen im Kunstkontext. So unterhielt die Klasse für Installation und Raum der Hochschule für Grafik und Buchkunst Leipzig zwischen 2006 und 2011 in Halle 14 eine „experimentelle Ausstellungsplattform“ namens Universal Cube, die Columbus Art Foundation aus Ravensburg nutzte von 2008 bis 2010 eine Etagenhälfte für die Präsentation ihrer Förderprojekte. Auch das Schauspiel Leipzig gastierte mit einer Etappe von Wolfgang Engels Inszenierung des Wallenstein in Halle 14.
Die Auftaktveranstaltung, ein international besetztes Symposium mit dem programmatischen Titel "Wie Architektur sozial denken kann", fand im Dezember 2002 statt. Künstlerischer Leiter war von 2002 bis 2014 Frank Motz, der Leiter der Galerie im ACC Weimar. Seit Mitte 2014 ist Michael Arzt Künstlerischer Direktor des Kunstzentrums.

## Ausstellungen (Auswahl)
- 2003: Get Rid of Yourself[6]
- 2004: Xtreme Houses[7]
- 2004: Schichtwechsel[8]
- 2005: Passion des Sammelns[9]
- 2006: Kultur der Angst[10]
- 2007: Critical Art Ensemble: Germs of Deception[11]
- 2007: The Big Easy: Relocating the Myth of the »West«[12]
- 2008: Die Subversion des Stillstands[13]
- 2008: Von der Unbestimmtheit[14]
- 2009: Terra Nullius – Zeitgenössische Kunst aus Australien[15]
- 2009: Kunstfehler – Fehlerkunst[16]
- 2010: Pause The Pulse: Portrait of Accra[17]
- 2011: Changes[18]
- 2012: What Happened to God?[19]
- 2012: Mit Krimineller Energie – Kunst und Verbrechen im 21. Jahrhundert[20]
- 2012: Über den Dilettantismus[21]
- 2013: To have and have not, über Habgier[22]
- 2014: Does Humor Belong in Art?[23]
- 2015: Kontrollmodus Feedback[24]
- 2016: Capitalist Melancholia[25]
- 2017: Räume Sozialer Produktion[26]
- 2018: Requiem for a Failed State[27]

## Publikationen
- Stiftung Federkiel (Hg.): Wie Architektur sozial denken kann. Nürnberg: Verlag für Moderne Kunst 2004. 307 S., ISBN 3-936711-48-8
- Zeitung Vierzehn[28]